# Claoxylon insulanum
Claoxylon insulanum är en törelväxtart som beskrevs av Johannes Müller Argoviensis. Claoxylon insulanum ingår i släktet Claoxylon och familjen törelväxter. Inga underarter finns listade i Catalogue of Life.